# Préfecture de Fier
La préfecture de Fier (en albanais : Qarku i Fierit) est une préfecture d'Albanie. Sa capitale est Fier.

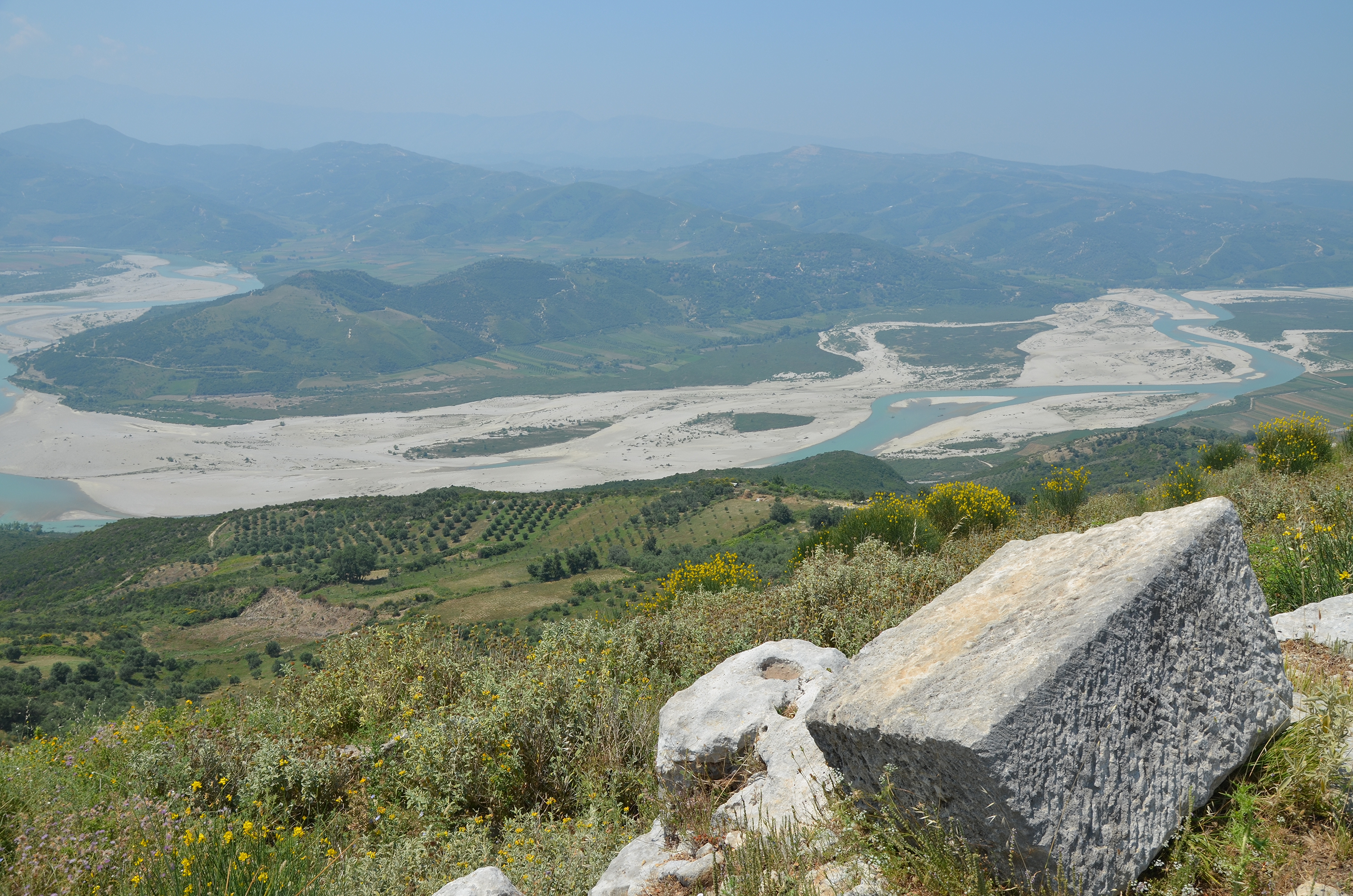
Vallée de Vjosa

## Districts
La préfecture de Fier était subdivisée en trois districts : Fier, Lushnjë et Mallakastër. Mais depuis une réforme administrative en 2015, il n'y a plus de districts en Albanie.